# Premier League Malti 2001-2002
L'edizione 2001-2002 della Premier League maltese è stata l'ottantasettesima edizione della massima serie del campionato maltese di calcio. Il titolo è stato vinto dal'Hibernians.

## Classifica prima fase
|    | Classifica       | G  | V  | N | P  | GF | GS | Dif | Pt | Pt detratti | Pt 2ª fase |
| -- | ---------------- | -- | -- | - | -- | -- | -- | --- | -- | ----------- | ---------- |
| 1  | Birkirkara       | 18 | 12 | 4 | 2  | 46 | 16 | +30 | 40 | 20          | 20         |
| 2  | Hibernians       | 18 | 12 | 4 | 2  | 41 | 22 | +19 | 40 | 20          | 20         |
| 3  | Sliema Wanderers | 18 | 12 | 2 | 4  | 48 | 16 | +32 | 38 | 19          | 19         |
| 4  | Valletta         | 18 | 10 | 5 | 3  | 40 | 21 | +19 | 35 | 17          | 18         |
| 5  | Ħamrun Spartans  | 18 | 7  | 2 | 9  | 23 | 33 | -10 | 23 | 11          | 12         |
| 6  | Floriana         | 18 | 6  | 4 | 8  | 27 | 24 | +3  | 22 | 11          | 11         |
| 7  | Marsa            | 18 | 6  | 4 | 8  | 32 | 38 | -6  | 22 | 11          | 11         |
| 8  | Pietà Hotspurs   | 18 | 4  | 3 | 11 | 20 | 36 | -16 | 15 | 7           | 8          |
| 9  | Naxxar Lions     | 18 | 4  | 0 | 14 | 24 | 54 | -30 | 12 | 6           | 6          |
| 10 | Lija Athletic    | 18 | 2  | 2 | 14 | 14 | 55 | -41 | 8  | 4           | 4          |

### Spareggio playoff campionato/retrocessione
| 26 febbraio 2002 | Floriana | 0 – 0 | Marsa |  |

Ai rigori vince il Floriana per 4-3.

### Verdetti prima fase
Accedono ai playoff campionato:

Birkirkara, Hibernians, Sliema Wanderers, Valletta, Ħamrun Spartans, Floriana

Accedono ai playoff retrocessione

Marsa, Pietà Hotspurs, Naxxar Lions, Lija Athletic

## Classifiche seconda fase

### Playoff campionato
|   | Classifica       | G  | V  | N | P  | GF | GS | Dif | Pt |
| - | ---------------- | -- | -- | - | -- | -- | -- | --- | -- |
| 1 | Hibernians       | 28 | 19 | 6 | 3  | 67 | 34 | +33 | 43 |
| 2 | Sliema Wanderers | 28 | 17 | 4 | 7  | 67 | 30 | +37 | 36 |
| 3 | Birkirkara       | 28 | 14 | 9 | 5  | 60 | 29 | +31 | 31 |
| 4 | Valletta         | 28 | 13 | 8 | 7  | 52 | 33 | +19 | 30 |
| 5 | Floriana         | 28 | 10 | 6 | 12 | 39 | 38 | +1  | 25 |
| 6 | Ħamrun Spartans  | 28 | 8  | 4 | 16 | 26 | 54 | -28 | 17 |

### Playoff retrocessione
|    | Classifica     | G  | V | N | P  | GF | GS | Dif | Pt |
| -- | -------------- | -- | - | - | -- | -- | -- | --- | -- |
| 7  | Pietà Hotspurs | 24 | 8 | 3 | 13 | 29 | 42 | -13 | 20 |
| 8  | Marsa          | 24 | 8 | 5 | 11 | 42 | 48 | -6  | 18 |
| 9  | Naxxar Lions   | 24 | 6 | 2 | 16 | 37 | 62 | -25 | 14 |
| 10 | Lija Athletic  | 24 | 2 | 5 | 17 | 17 | 60 | -43 | 6  |

## Verdetti finali
- Hibernians Campione di Malta 2001-2002
- Naxxar Lions e Lija Athletic retrocesse.